# Les Glânes

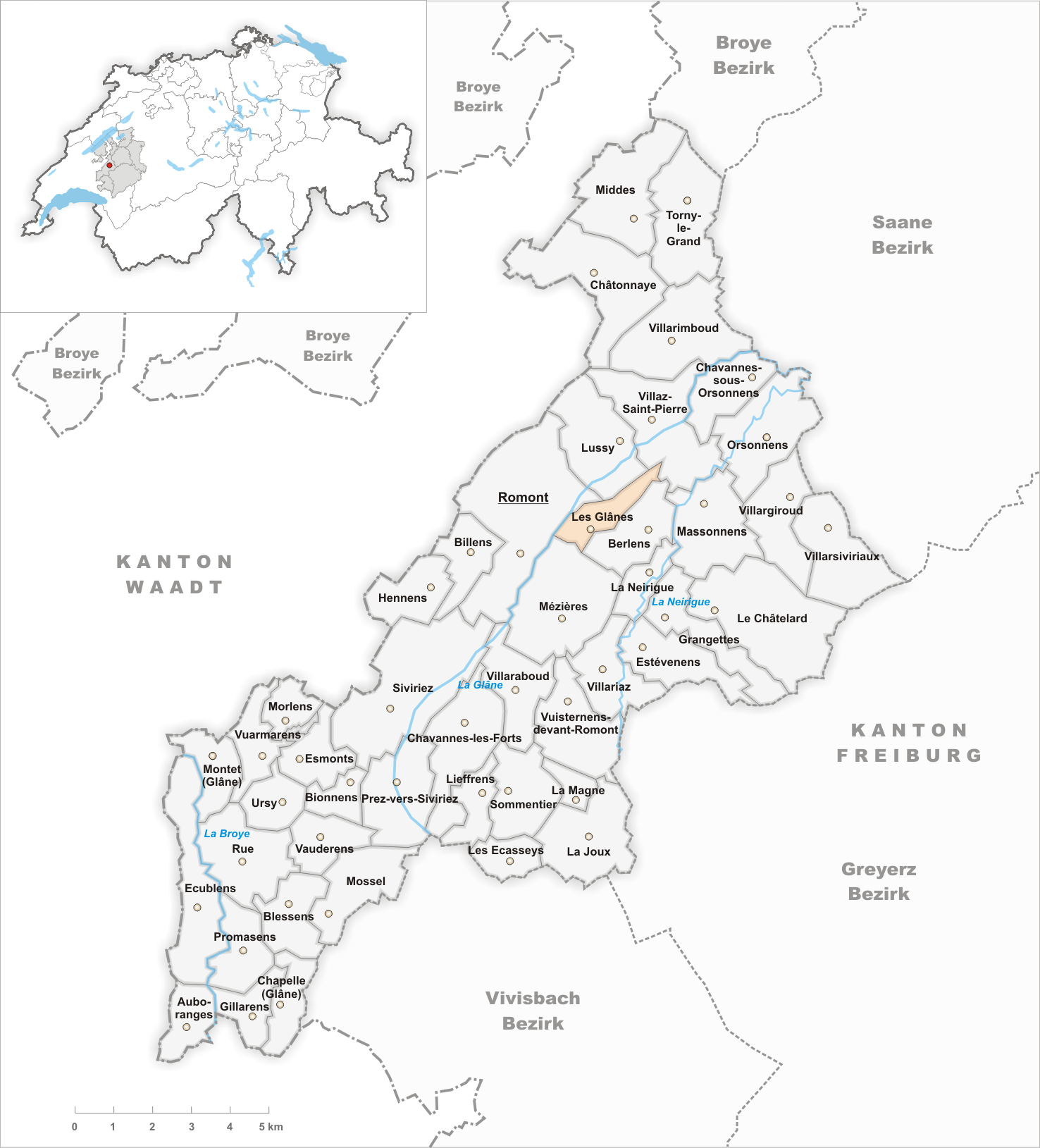
Gemeindestand vor der Fusion am 1. Januar 1981

Les Glânes war früher eine selbständige politische Gemeinde im Distrikt Glâne des Kantons Freiburg in der Schweiz. Am 1. Januar 1981 wurde Les Glânes nach Romont eingemeindet. Da Les Glânes eine Streusiedlung war, bestehend aus mehreren Gehöften, von denen keines den Gemeindenamen trug, verschwand der Name Les Glânes in der Folge aus den Schweizer Landkarten. Die Gemeindeverwaltung befand sich im Weiler Le Jordil.

## Geographie
Les Glânes lag auf rund 760 m ü. M., eineinhalb Kilometer östlich des Bezirkshauptortes Romont (Luftlinie). Die ehemalige Gemeindefläche betrug rund 2 km². Sie umfasste den östlich der Glâne liegenden, sanft geneigten Hang unterhalb von Berlens im Molassehügelland des südwestlichen Freiburger Mittellandes. Den höchsten Punkt erreichte die Gemeinde Les Glânes mit 777 m ü. M. beim Hof La Montagne; nach Nordosten erstreckte sie sich bis zum Hof Champ Botty.

## Bevölkerung
Mit 81 Einwohnern (1980) zählte Les Glânes vor der Fusion zu den kleinsten Gemeinden des Kantons Freiburg. 1870 hatte die Gemeinde 108 Einwohner, 1950 124 Einwohner, danach erfolgte eine starke Abwanderung. Die Streusiedlungsgemeinde bestand aus einer Reihe von Hofsiedlungen und Einzelhöfen und lebte somit ausschliesslich von der Landwirtschaft.
Einwohnerzahlen: Volkszählungsdaten

## Verkehr
Das Dorf liegt abseits der grösseren Durchgangsstrassen an einer Ortsverbindungsstrase von Romont nach Berlens. Durch eine Buslinie der Transports publics Fribourgeois, welche an Schultagen die Strecke von Romont nach Berlens bedient, ist das Dorf zeitweise an das Netz des öffentlichen Verkehrs angebunden.

## Geschichte
Die erste urkundliche Erwähnung des Ortes erfolgte 1349 unter dem Namen Deis Glanes. Seit seiner ersten Nennung gehörte Les Glânes zur Grafschaft Romont, die unter savoyischer Oberhoheit stand. Als die Berner 1536 das Waadtland eroberten, kam das Gebiet unter die Herrschaft von Freiburg und wurde der Vogtei Romont zugeordnet. Nach dem Franzoseneinfall im März 1798 und dem folgenden Zusammenbruch des Ancien Régime gehörte Les Glânes während der Helvetik und der darauf folgenden Zeit zum Bezirk Romont und wurde 1848 in den Bezirk Glâne eingegliedert. Mit Wirkung auf den 1. Januar 1981 wurde Les Glânes nach Romont eingemeindet. Die Höfe des ehemaligen Gemeindegebietes gehören jedoch noch heute zur Pfarrei Villaz-Saint-Pierre.